# Ambia marconalis
Ambia marconalis là một loài bướm đêm trong họ Crambidae.